# Aqil Nəbiyev
Aqil Eldar oğlu Nəbiyev (ur. 16 czerwca 1982 w Tovuzie) – azerski piłkarz grający w klubie Rəvan Baku, do którego trafił w 2013 roku, grający na pozycji pomocnika. W reprezentacji Azerbejdżanu zadebiutował w 2008 roku. Do 2 listopada 2013 roku rozegrał w niej siedem meczów.